# پینا هووا
پینا هووا (به اسپانیایی: Peña Hueva) یک کوه در اسپانیا است که در استان گوادالاخارا واقع شده‌است. پینا هووا ۹۷۲ متر بالاتر از سطح دریا واقع شده‌است.